# Västra Skymnäs
Västra Skymnäs är en småort i Norra Råda socken i Hagfors kommun, Värmlands län belägen strax norr om Munkfors.